# Karl Berg (calciatore)
Karl Berg (12 gennaio 1921 – 25 settembre 2007) è stato un calciatore tedesco, di ruolo difensore.

## Carriera

### Club
Giocò oltre sessanta partite con il 1. Fußball-Club Saarbrücken.

### Nazionale
Con la nazionale della Saar collezionò nove presenze ed una rete.

## Palmarès

### Club

#### Competizioni nazionali
- Ehrenliga Saarland: 1

Saarbrücken: 1950-1951